# .eu
.eu (União Europeia) é um domínio de topo da União Europeia, lançado em 7 de dezembro de 2005. Os titulares de marcas comerciais tiveram preferência no momento do registro de domínios, através de um processo por etapas, similar à introdução do domínio .info, num esforço para evitar o cybersquatting (corrida pelo registro de domínios para depois vendê-los a interessados por um preço inflacionado). O registro completo começou no dia 7 de abril de 2006. O .eu veio substituir o .eu.int nas páginas governamentais da UE.
Em Agosto de 2008, existiam mais de 2,88 milhões de domínios.eu registados(dados de 26 de Agosto de 2008).
O domínio de topo .eu foi aprovado pelo ICANN em 22 de março de 2005 e foi adicionado na raiz DNS em 2 de maio de 2005.
Aqueles que tinham direito ao registro inicial (marcas comerciais, nomes geográficos, nomes de empresas etc.) tiveram de enviar documentos específicos para a PricewaterhouseCoopers na Bélgica, que foi escolhida como a agente de validação pela EURid.
Visto que o domínio está aberto para registros por indivíduos, esperava-se uma grande demanda originada por falantes da língua portuguesa, já que "eu" é a primeira pessoa do singular, mas isso não se verificou. Os cidadãos de Portugal podem registrar domínios, mas aqueles do Brasil e da África lusófona não podem visto não estarem na UE. "Eu" tem o mesmo significado em romeno do que em português, então esperava-se o mesmo quando a Romênia se juntasse à UE em 2007, mas isso também não aconteceu. O número de domínios .eu registados em Portugal e na Roménia é respectivamente 11 mil e 18 mil, contra 885 mil na Alemanha, 362 mil no Reino Unido e 392 mil nos Países Baixos.
Qualquer pessoa ou empresa na União Europeia pode registar um domínio .eu desde que este esteja livre.